# Bolitoglossa hartwegi
Bolitoglossa hartwegi es una especie de salamandras en la familia Plethodontidae.
Habita en la Sierra de los Cuchumatanes (Guatemala) y el centro-norte de Chiapas (México).
Su hábitat natural son los montanos húmedos tropicales o subtropicales y zonas previamente boscosas ahora muy degradadas.
Está amenazada de extinción debido a la destrucción de su hábitat.